# Експрес тестування
Швидкі діагностичні тести (англ. rapid diagnostic tests, RDTs) або експрес-тести – це група сучасних ефективних діагностичних засобів in vitro, які допомагають проводити попередню медичну діагностику або скринінг без залучення лабораторій – у кабінеті лікаря, в операційній кімнаті, біля ліжка пацієнта або навіть удома. Експрес-тести є простими і зручними у використанні, недорогими, невимогливими і стабільними у зберіганні, надають результати протягом 10-20 хвилин. Сучасні експрес-тести мають високі показники чутливості та специфічності, їхні результати зазвичай мають 95% або вищу кореляцію з результатами більш складних та дорогих лабораторних аналізів.

## Загальна інформація

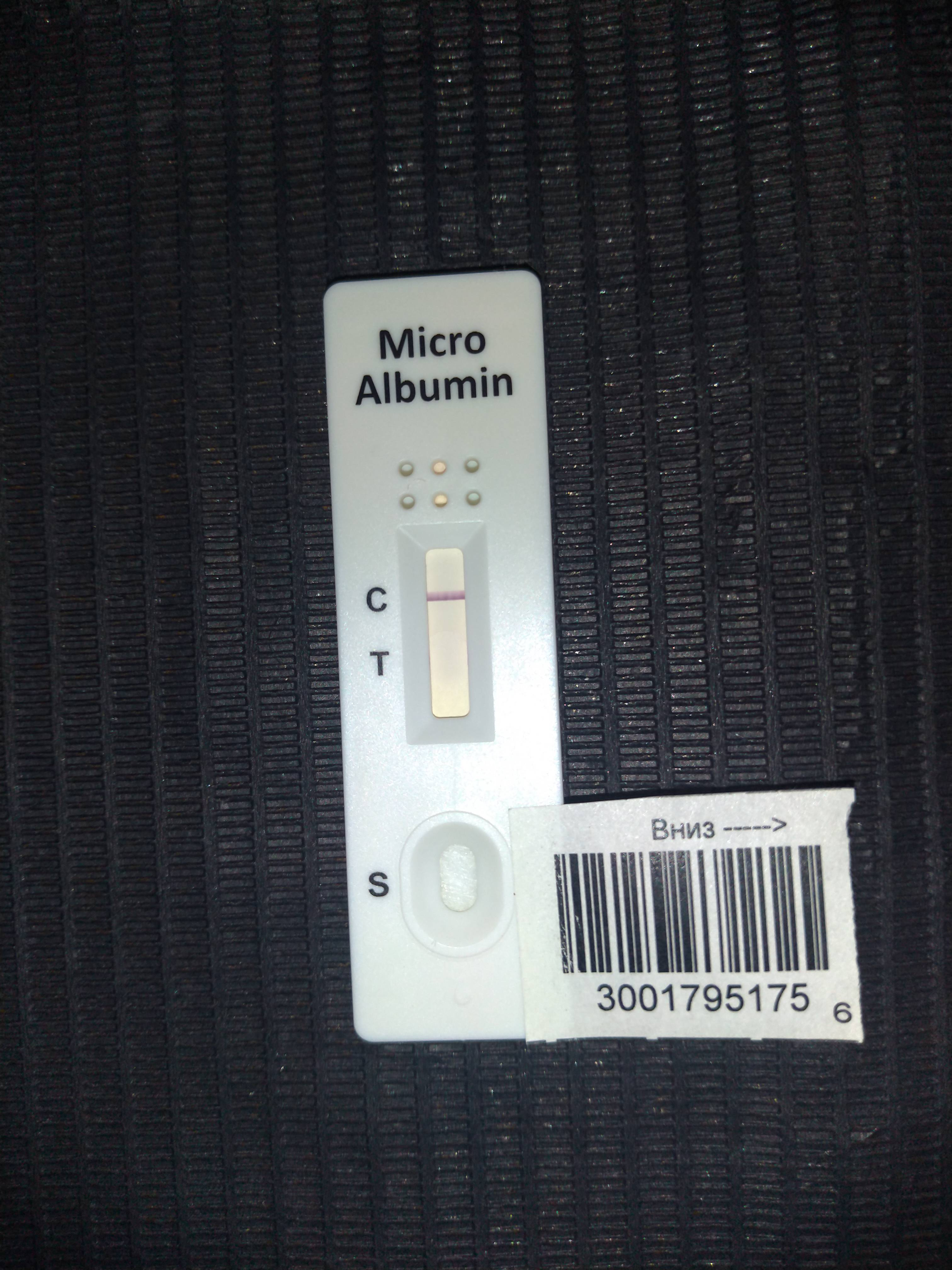
Позитивний результат напівкількісного визначення рівня мікроальбуміну у зразку сечі людини

Швидкі діагностичні тести виконуються і надають результат просто у місці надання медичної допомоги, таким чином значно пришвидшуючи і спрощуючи встановлення правильного діагнозу – як для лікаря, так і для пацієнта. Такий підхід заощаджує час та кошти пацієнта на повторне відвідування медичного або лабораторного закладу, дозволяє за потреби раніше почати лікування і зменшує вірогідність призначення лікарем презумптивного лікування. В якості зразків для експрес-тестування використовуються біологічні рідини – кров (як правило, капілярна), сеча, слина, інші виділення – а також зішкріб зі слизових оболонок (наприклад, назофарингеальний, вагінальний, уретральний зішкріб). Експрес-тестування не вимагає наявності лабораторного обладнання або спеціальних навичок і в разі використання неінвазійних методів отримання зразків може проводитися майже в будь якому місці. З точки зору громадського здоров’я, експрес-діагностика набуває особливого значення в умовах нестачі ресурсів, обмеженого доступу до медичних або лабораторних закладів, відсутності електроенергії при надзвичайних ситуаціях. Швидкі тести також є важливим засобом у епідеміології, дозволяючи швидко й ефективно проводити масовий скринінг певних груп населення і планувати епідеміологічне реагування, а також контролювати ефективність лікування. Лабораторні служби також використовують експрес-тести у своїй практиці як швидку та зручну альтернативу більш дорогим методам досліджень, наприклад тести на антиген до коронавірусу SARS-CoV-2 як альтернатива ПЛР-тестам. Швидкі діагностичні тести використовуються у медицині, ветеринарії, харчовій промисловості тощо. Найвідомішими експрес-тестами, напевно, є тести на вагітність, деякі інфекційні хвороби (останнім часом, COVID-19), та наявність наркотичних речовин та їхніх метаболітів. Переважна більшість сучасних тестів базуються на технології імунологічних реакцій (англ. immunoassay), у яких зразок пацієнта взаємодіє із зафіксованим у тесті антигеном або антитілом, пов’язаним з певною сигнальною речовиною (яка, наприклад, змінює колір під час імунологічної реакції). Останніми роками все більше лікарів, особливо первинної ланки, використовують експрес-тестування у своїй практиці як ефективний, простий, швидкий і недорогий допоміжний діагностичний метод. «Лабораторія» у власному кабінеті береже час та гроші. Об’єм глобального ринку медичних швидких діагностичних тестів у 2020 році оцінювався у 27 мільярдів доларів США і демонструє щорічне зростання на 5-10%.

## Класифікація швидких діагностичних тестів
За призначенням 
- Професійні (для використання фахівцями)
- Домашні (для побутового використання)

За форматом 
- Касети
- Смужки
- Карти
- Панелі
- Контейнери

За принципом дії 
- Латеральний потік
- Вертикальний потік
- Проточно-мембранні
- Твердофазні
- Аглютинаційні
- Мікрофлюїдні

За діагностичною спеціалізацією
- Інфекційні захворювання (вірусні, бактеріальні, паразитарні)
- Біохімія (крові, сечі)
- Репродуктологія/гінекологія
- Онкологія (онкомаркери)
- Токсикологія/наркологія
- Гематологія
- Кардіологія (кардіомаркери)
- Ендокринологія
- Імунологія/алергологія

## Як виконується тест?
[На прикладі тесту на антиген коронавірусу SARS-CoV-2] 
До складу тест-системи зазвичай входить тест-касета у герметичній упаковці, екстракційний буферний розчин, екстракційні пробірки з міні-штативом та стерильний зонд для взяття матеріалу. Кваліфікований фахівець за допомогою стерильного ватного тампону на тонкому пластиковому зонді акуратно бере зішкріб зі слизової оболонки в глибині носової та/або ротової порожнини. Тампон переноситься до пробірки зі спеціальним буферним розчином, який «розкриває» віруси і вивільняє їхні білки. Через 60 секунд розчин вноситься до тест-касети. Якщо зразок містить вірусні білки (наприклад, нуклеокапсидний білок), починається реакція з антитілами, розміщеними на тестовій смужці касети. Через 10-15 хвилин з контрольної та тестової смужок візуально зчитується результат – негативний, позитивний, або недійсний (як правило, результат є недійсним через недостатній об’єм зразка або порушення процедури тестування)

## Обмеження
Швидкі тести застосовуються як допоміжні діагностичні засоби і надають якісні (є або немає) або напівкількісні результати, тобто швидкий тест не може визначати титр або концентрацію досліджуваної речовини (аналіту) в зразку. Швидкі тести не можуть бути єдиним критерієм для встановлення діагнозу – їхні результати повинні враховуватись разом з усією наявною клінічною інформацією. Швидкі тести можуть не виявити аналіт у зразку, якщо її концентрація нижча за встановлене порогове значення чутливості тесту.